# Zombor, Veľký Krtíš
Zombor este o comună slovacă, aflată în districtul Veľký Krtíš din regiunea Banská Bystrica. Localitatea se află la altitudinea de 181 m deasupra n.m., se întinde pe o suprafață de 3,29 km2 și în 2017 număra 147 de locuitori.

## Istoric
Localitatea Zombor este atestată documentar din 1327.

## Demografie
| An:                | 1994 | 2004   | 2014    | 2024   |
| ------------------ | ---- | ------ | ------- | ------ |
| Număr de persoane: | 93   | 99     | 149     | 144    |
| Diferență:         |      | +6,45% | +50,50% | −3,35% |

| An:                | 2023 | 2024   |
| ------------------ | ---- | ------ |
| Număr de persoane: | 147  | 144    |
| Diferență:         |      | −2,04% |